# Chaco Boreal

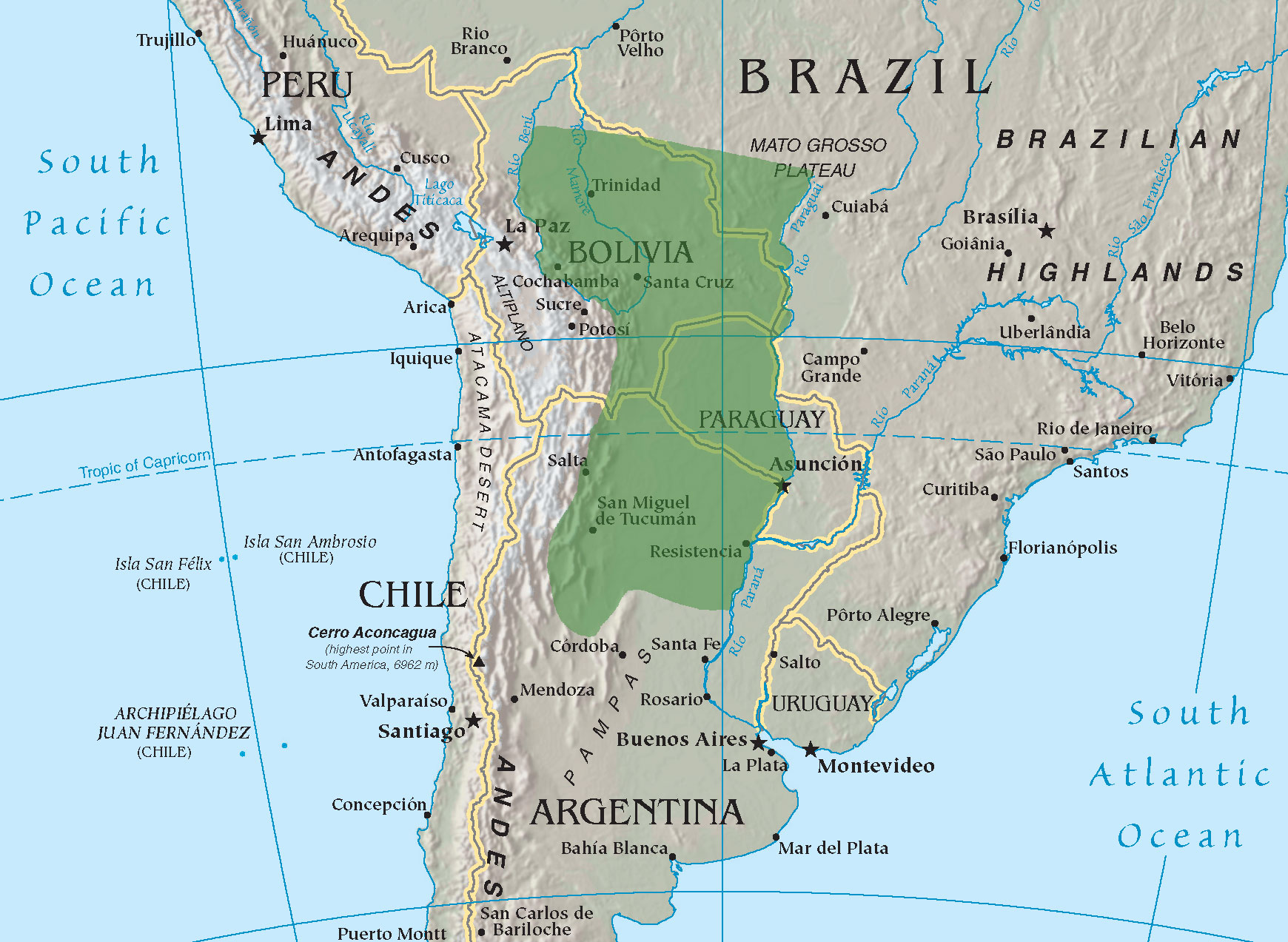
L'intera area del Gran Chaco evidenziata in verde. Il Chaco Boreal ne è la parte superiore. The World Factbook della CIA

Il Chaco Boreal è la più settentrionale delle tre regioni in cui è suddiviso il Gran Chaco.

## Confini
I suoi confini settentrionali non sono ben definiti e vengono indicati approssimativamente dal parallelo 16°S. Un criterio pratico utilizzato per definire i confini settentrionali è la partizione delle acque: il lato corrispondente al bacino del Rio de la Plata viene considerato chaqueno, mentre il lato corrispondente al bacino del Rio delle Amazzoni viene considerato amazzonico; tale criterio, anche se ha il vantaggio di dare una definizione pratica, contiene delle inesattezze ecologiche in quanto anche a nord del limite del bacino amazzonico si prolungano estensioni del bioma tipicamente chaqueno. 
Il confine meridionale è dato dal  Río Pilcomayo (o Araguay) che lo separa dal Chaco Central; i limiti orientali seguono il corso del Río Paraguay e del Gran Pantanal, mentre i limiti occidentali sono definiti dalla zona boschiva della Yunga nei contrafforti delle Ande, chiamata Cordillera Oriental.
In base ai questi confini, il Chaco Boreal risulta suddiviso tra i seguenti stati:
- Paraguay: tutto il territorio chiamato Paraguay Occidental fa parte del Chaco Boreal;
- Bolivia, dove si divide in Chaco boliviano e Llanos de Chiquitos o Chiquitania; il Chaco boliviano copre all'incirca la metà orientale del Dipartimento di Tarija, un settore assegnato al Dipartimento di Chuquisaca e la zona sud del Dipartimento di Santa Cruz;
- Brasile, ultimo stato del Chaco Boreal nelle zone occidentali del Mato Grosso do Sul e nell'estremità sud del Mato Grosso.